# Giampaolo Montesano
Giampaolo Montesano (Aulla, 6 agosto 1958) è un allenatore di calcio ed ex calciatore italiano, di ruolo centrocampista.

## Caratteristiche tecniche

### Giocatore
(Pietro Vierchowod, 2003)
Nonostante una carriera relegata al calcio di provincia, è ricordato come un giocatore molto talentuoso, dalle ottime abilità tecniche, che tra l'altro gli valsero il soprannome di Brasiliano. Eccelleva in particolar modo nel dribbling, tanto che un fuoriclasse quale Zico, suo compagno di squadra a Udine, si spingerà a dire che «non ho mai visto al mondo uno dribblare come lui», mentre per un avversario quale Pietro Vierchowod «era imprendibile, scattava da una parte all'altra senza che io riuscissi a fermarlo».

## Carriera

### Giocatore
Dopo gli inizi nella Milanese, esordì in Serie B alla fine degli anni 1970 con la maglia del Varese, agli ordini di Giorgio Rumignani ed Eugenio Fascetti, quest'ultimo «l'unico tecnico al quale dice "grazie" per quello che gli ha insegnato sul campo e nella vita privata». Con la retrocessione dei bosini in Serie C1, nel 1979 approdò quindi al Palermo come «uno sconosciuto che invece cambiò, con i suoi ritmi sfrenati, la storia del Palermo e la sua».
In quella che sarà la parentesi più importante della sua carriera, Montesano rimase in Sicilia per cinque stagioni nel corso delle quali divenne un idolo della tifoseria rosanero grazie alle sue funamboliche giocate — «amava [...] viaggiare sulla corsia, saltare l'uomo, entrare in area, far finta di crossare, tornare indietro, ripartire. Altro che brasiliano. Un matto da legare» —, e per questo «croce e delizia» di tecnici quali Giancarlo Cadè, Gustavo Giagnoni e Antonio Renna; proprio con questo ultimo visse la sua migliore stagione a Palermo, nel campionato cadetto del 1981-1982, quando giocando in tandem con Gianni De Rosa — nonostante questi «si arrabbiava con lui perché non segnava, non prendeva rigori e non metteva mai il pallone in mezzo» — portò la squadra siciliana a sfiorare il ritorno in massima categoria.
Nonostante la caduta dei palermitani in C1 nel 1984, le prestazioni offerte in maglia rosanero gli valsero nella successiva estate la chiamata in Serie A da parte dell'Udinese, esordendo in massima categoria il 30 settembre in occasione della sconfitta esterna con il Verona poi campione d'Italia. In Friuli non trovò tuttavia spazio, sicché l'anno dopo fece ritorno in cadetteria accasandosi al Cagliari dove rimase per due stagioni, nella seconda delle quali, pur a fronte di un declassamento in terza serie, partecipò al raggiungimento della semifinale di Coppa Italia. Seguì quindi un altro biennio al Modena, anche questo inframezzato da una retrocessione in C1, prima di chiudere la carriera con un breve intermezzo alla Pro Patria e, nei primi anni 1990, un lustro nelle file dell'Arona, formazione dilettantistica di cui ricoprirà anche la carica di allenatore una volta appesi gli scarpini al chiodo.
Ha totalizzato complessivamente 14 presenze in Serie A, e 285 presenze e 38 reti in Serie B.

### Dopo il ritiro
Dal 2009 è fondatore della Montesano Promotion, società che organizza camp, manifestazioni e tornei, oltre a seguire la gestione tecnica di società calcistiche.

## Palmarès

### Giocatore
- Promozione: 1

Arona: 1993-1994 (girone A piemontese-valdostano)